# Abbaye Santo Spirito d'Ocre
L'abbaye Santo Spirito d'Ocre (du Saint-Esprit) est une ancienne abbaye cistercienne, située en Italie, dans la commune d'Ocre (Abruzzes, province de L'Aquila).

## Histoire
Le monastère de Santo Spirito est situé dans la localité de Pretola, près de San Panfilo, hameau d'Ocre, et représente le premier établissement cistercien dans la vallée de l'Aterno et le troisième en Abruzzes après l'abbaye Santa Maria di Casanova de 1191 et l'abbaye Santa Maria Arabona de 1208.
Son histoire est racontée par Muzio Febonio dans les Historiae Marsorum de 1678. Le terrain pour l'église et un ermitage concédé par le comte Berardo d'Ocre à l'ermite Placido de Vena en 1222. En 1226, Placido aurait reçu l'autorisation de l'évêque Tommaso du diocèse de Forcona pour construire un monastère dont il deviendrait l'abbé. En 1248, Santo Spirito est devenu un monastère cistercien dépendant de Santa Maria di Casanova, sous la direction de l'abbé Ruggero.
En 1632, sous Grégoire XV, Santo Spirito est entré dans la Province romaine de la Congrégation de Saint Bernard en Italie, mais déjà en 1652, sous Innocent X, le monastère a été inclus dans la campagne de suppression des petits couvents, se réduisant progressivement à l'état de ruine.
Dans les années 1990, il a été restauré, avec la désacralisation de l'édifice. Aujourd'hui, il est utilisé comme restaurant, lieu de réception et espace culturel.

## L'abbaye

### Extérieur

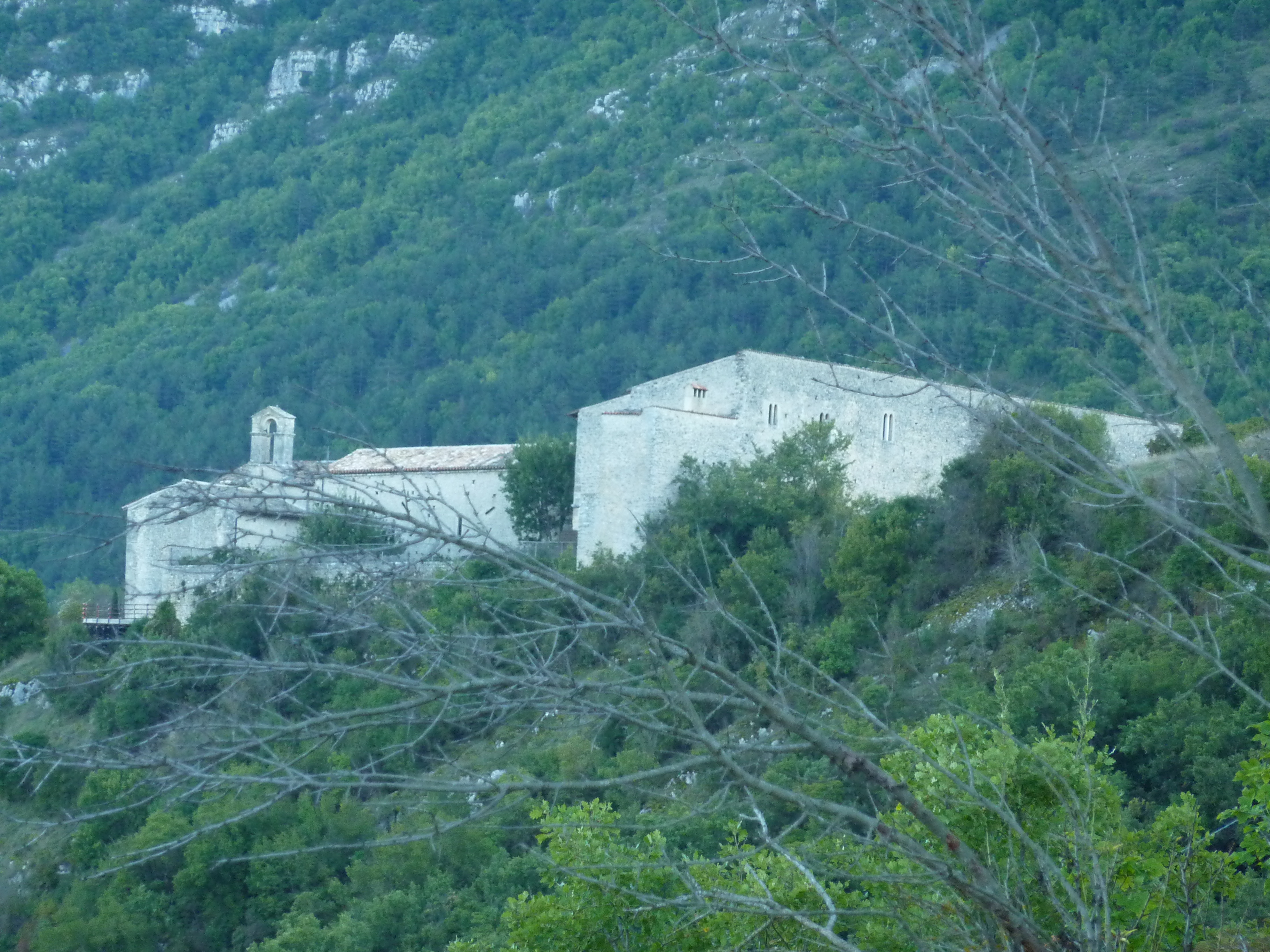
Vue générale de l'extérieur.

Le monastère de Santo Spirito est entouré de hauts murs, lui conférant l'aspect d'une forteresse. D'autre part, sa position en dessous de la hauteur sur laquelle se trouve le château d'Ocre en faisait un avant-poste pour l'habitat.
La façade principale n'a que cinq ouvertures : l'entrée pour les véhicules avec une arche ogivale, l'entrée piétonne et trois fenêtres bifores.

### Intérieur

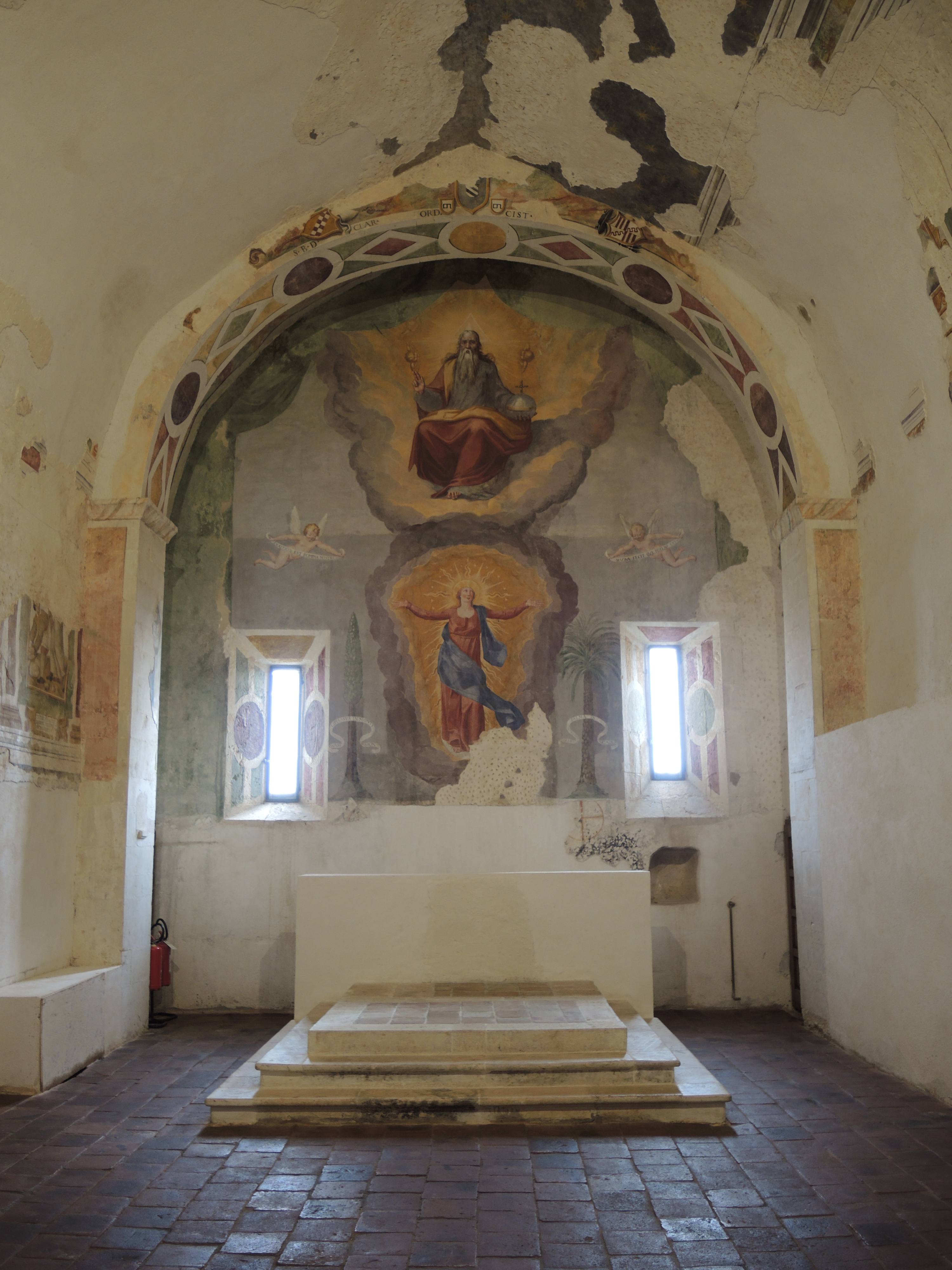
L'une des pièces.

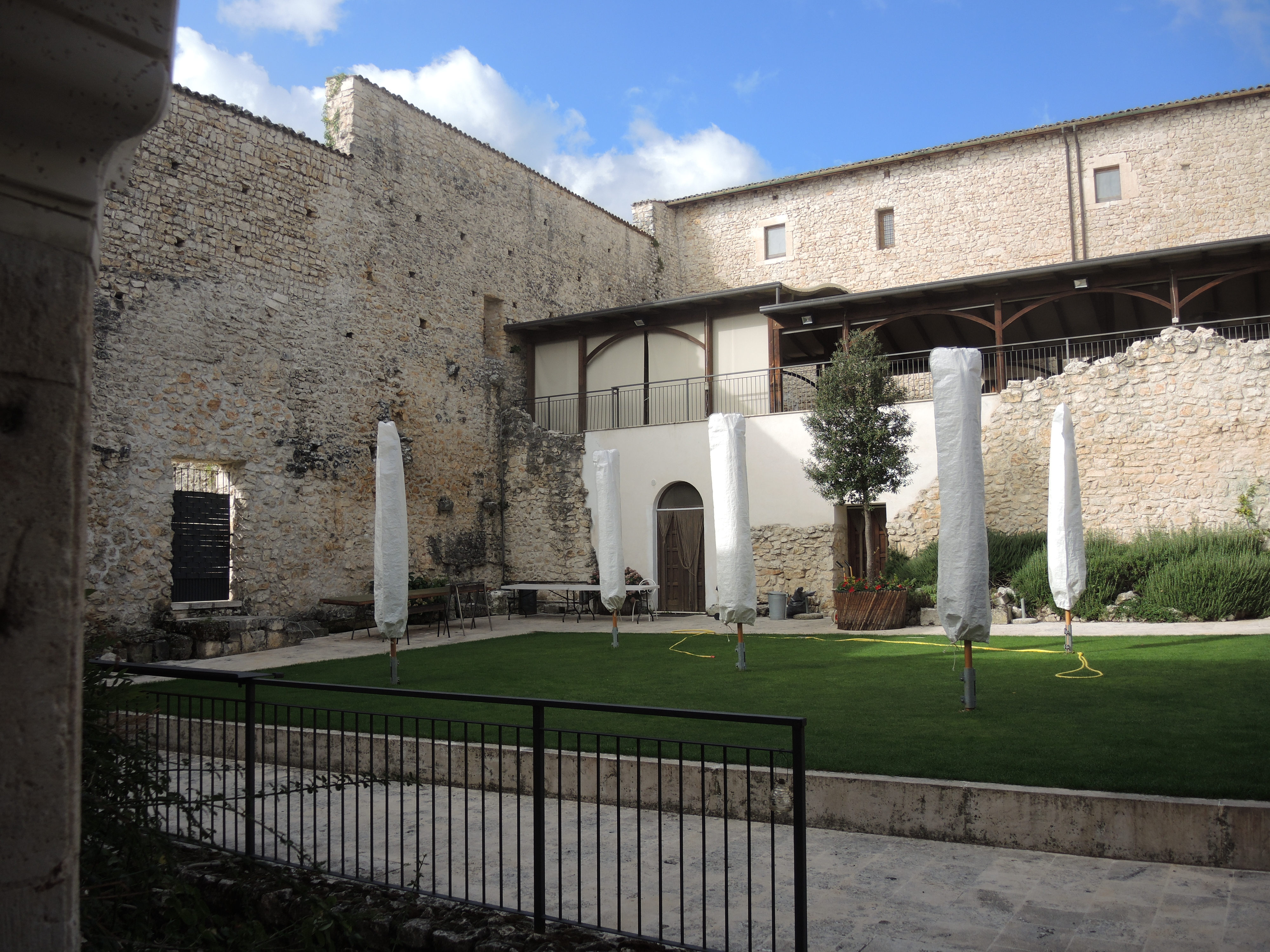
Le cloître réaménagé.

L'intérieur du monastère est organisé en fonction des besoins de la vie monastique. Le noyau central était constitué par un cloître autour duquel s'articulaient les autres éléments de la structure. Sur le côté ouest se trouvent les entrepôts et les ateliers, sur le côté est la sacristie, la salle capitulaire, les dortoirs et la bibliothèque, sur le côté nord l'église.
L'église n'a qu'une entrée latérale et est structurée en une seule nef, sans transept ni abside. La couverture de la nef est en voûte avec des arcs en ogive. Dans la nef, il y a des fresques de 1280 ; dans le presbytère, des restes de peintures de la fin du XVIe siècle attribuées à Paolo Mausonio. Dans la sacristie adjacente, il y a des fresques de la fin du XIVe siècle avec des scènes de la vie du bienheureux Placido et des restes d'une fresque de 1263-69.